# Julio de la Cueva Merino
Julio de la Cueva Merino (Santander, 1964) è uno storico spagnolo, professore all'Università di Castiglia-La Mancia.
È membro del comitato editoriale della rivista accademica Vínculos de Historia Le sue ricerche si focalizzano sulla storia dell'anticlericalismo in Spagna.

## Opere
- Clericales y anticlericales. El conflicto entre confesionalidad y secularización en Cantabria (1875-1923), (Università di Cantabria, 1994)
- Guerra civil y violencia anticlerical en Cataluña: un ensayo de interpretación, Instituto Universitario Ortega y Gasset, 2001
- Julio de la Cueva Merino, Feliciano Montero, La secularización conflictiva: España (1898-1931), 2007
- Julio de la Cueva Merino, Feliciano Montero,  Izquierda obrera y religión en España (1900-1939), 2008
- Julio de la Cueva Merino, Feliciano Montero, Laicismo y catolicismo. El conflicto político-religioso en la segunda república, Università di Alcalá, 2009